# La langosta azul
Pour plus de détails, voir Fiche technique et Distribution.
La langosta azul (en français, littéralement « La langouste bleue ») est un court métrage colombien surréaliste en noir et blanc réalisé par Álvaro Cepeda Samudio, Enrique Grau, Luis Vicens et Gabriel García Márquez en 1954.